# Trattato di Taastrup
Il trattato di Taastrup (chiamato anche pace di Høje Taastrup) fu un accordo preliminare firmato l'11 febbraio 1658 fra il re di Svezia Carlo X e il re di Danimarca Federico III.
Il trattato venne firmato nella chiesa di Høje Taastrup, da cui il suo nome. Ai negoziati parteciparono personalità come il conte Corfitz Ulfeldt.
L'accordo venne finalizzato mediante il trattato di Roskilde. La copia originale del trattato di Taastrup è oggi conservata al Museo nazionale di Copenaghen.